# Жовти Води
Жовти Води (укр. Жовті Води) град је Украјини у Дњипропетровској области. Према процени из 2024. у граду је живело 30.000 становника.

## Становништво
Према процени, у граду је 2012. живело 47.689 становника.
| 1979.  | 1989.  | 2001.  | 2012.  |
| ------ | ------ | ------ | ------ |
| 51.653 | 61.690 | 53.582 | 47.689 |